# جنگ لمباردی‌ها
جنگ لمباردی‌ها (انگلیسی: War of the Lombards)، جنگ داخلی در پادشاهی اورشلیم و پادشاهی قبرس پس از جنگ صلیبی ششم میان لمباردی‌ها (که به امپریالیست‌ها معروف و طرفداران فریدریش دوم) و اشراف محلی که ابتدا توسط خاندان ابلین و سپس توسط خاندان مونفروا هدایت می‌شدند، درگرفت؛ و این جنگ با اقدام فریدریش برای گرفتن مقام نایب‌السلطنه فرزندش کنراد چهارم آغاز شد که در آخر با پیروزی ضد امپریالیست‌ها و اشراف محلی به‌پایان رسید.

## پیش‌زمینه

### جنگ صلیبی ششم
در ۱۲۲۲ میلادی، جان برین، به قصد تحریک پاپ و پادشاهان غرب اروپا برای تدارک جنگ جدیدی با مسلمانان و نیز یافتن همسر مناسبی برای دخترش یولاند، که وارث تاج و تخت اورشلیم بود، راهی اروپا شد. او و کاردینال پلاجیو دراواخر مه ۱۲۲۲ با پاپ ملاقات کردند و نظر مساعد وی را برای تدارک جنگ صلیبی جدید به دست آوردند. همزمان، جان برین، یولاند را به همسری فردریش دوم، امپراتور پر قدرت مقدس روم، درآورد. ازاین‌رو، پس از ازدواج با یولاند، از نمایندگان پاپ که در ژوئیه ۱۲۲۵ به دیدارش رفته بودند، خواست تا حمله به مشرق زمین را دو سال به تعویق بیندازند که پاپ این درخواست وی را پذیرفت.
دو سال بعد، پاپ جدید، گریگوری نهم، از فردریش خواست که به وعده‌اش عمل کند. امپراتور مقدس روم، که به پادشاه اورشلیم ملقب شده بود، پس از تعلل بسیار، راهی شرق شد، اما در میانه راه بیمار شد و از این‌رو، فرماندهی سپاهش را بر عهده بطرک اورشلیم گذاشت و پاپ را نیز از ماجرا مطّلع ساخت. پاپ اقدام امپراتور را نوعی خودداری از رفتن به مشرق دانست و وی را در نوامبر ۱۲۲۷ تکفیر کرد و از شرکت در جنگ‌های صلیبی محروم ساخت. با این حال، در ژوئن ۱۲۲۸، فردریش بدون توجه به فرمان تحریم، با پانصد تن از سواران خود راهی مشرق شد. وی برای اثبات حق حاکمیتش بر جزیره قبرس، حدود یک ماه در آن‌جا اقامت گزید و سپس در سپتامبر ۱۲۲۸ به سمت عکا حرکت کرد. فردریش، به رغم علاقه‌اش به مسلمانان و طرد شدن از طرف پاپ و کمبود نیروی نظامی، بر آن شد تا به حمله‌اش جنبه سیاسی بدهد. شرایط زمانی نیز به او یاری رساند؛ چه، پس از اخراج صلیبیان از مصر، از اواخر ۱۲۲۳ به تدریج میان فرزندان ملک عادل اختلافات شدیدی رخ نمود؛ ملک کامل از فردریش و ملک معظم از جلال‌الدین خوارزمشاه منکبرنی، یاری خواست. فردریش پس از ورود به عکا، با اعزام پیکی نزد ملک کامل به او یادآوری کرد که در پاسخ به درخواست استمداد او آمده و اینک او باید به وعده‌هایش مبنی بر تسلیم اورشلیم عمل کند. پس از مذاکرات طولانی بالاخره در ۱۸ فوریه ۱۲۲۹ قرارداد صلحی به مدت ده سال و پنج ماه میان فردریش دوم و ملک کامل منعقد گردید و به موجب آن شهر اورشلیم و بیت‌لحم، به شرط آنکه معالم عیسوی آن نوسازی نشود، به صلیبیون واگذار گردید؛ که این معاهده با مخالفت عمومی مسلمانان روبه‌رو شد. ملک ناصر داود، حاکم دمشق، از شیخ شمس‌الدین سبط ابن جوزی خواست تا در جامع دمشق، با برانگیختن احساسات مردم، به تقبیح این معاهده بپردازد. دیگر گروه ناراضیان، صلیبیون بودند که دستاورد بزرگی را که فردریش بدون جنگ به دست آورده بود، به درستی درنیافتند و حتی پاپ علیه املاک فردریش در ایتالیا اقداماتی کرد که وی را ناگزیر نمود در ۱۲۲۹ به اروپا بازگردد. بدین‌ترتیب، ششمین جنگ صلیبی به پایان رسید.

## آغاز جنگ
پس از پایان یافتن جنگ صلیبی ششم و بازگشت فریدریش به اروپا، وی در سال ۱۲۳۰ توانست با پاپ آشتی و مصالحه برقرار کند تا از زیر فشارهای وارده از جانب دستگاه پاپ خارج شود؛ با این حال وی در اراضی مقدس با مقاومت افرادی همچون جان ابلین روبه‌رو شد که موفق شده بود، رهبری تمامی گروه‌های مخالف فریدریش را برعهده بگیرد. با این حال درگیری بین نیروهای هوهنشتافن‌های فریدریش و صلیبیون به رهبری جان ابلین با پیروزی جان ابلین همراه بود. از آن پس سلطنت امپراتوری ظاهر خود را حفظ کرد اما قدرت واقعی در دست خاندان ابلین قرار گرفت. همزمان با درگیری داخلی میان صلیبیون، ایوبیان نیز درگیر جنگ‌های داخلی شدند. پیوند الکامل و الاشرف به فاصله کوتاهی پس از تسخیر دمشق از بین رفت و دو برادر تا سال ۱۲۳۷ که الاشرف درگذشت، درگیر جنگ داخلی شدید با یکدیگر بودند. پس از الکامل موفق شد تا سوریه را متصرف شود اما خود پس از اندک زمانی درگذشت. پس از مرگ وی، حکومت میان دو پسرش تقسیم شد؛ الصالح حکومت دمشق و العادل حکومت مصر را به دست گرفت؛ با این حال این برادر نیز پس از مدتی وارد جنگ با یکدیگر شدند تا اینکه الصالح مصر فتح کرد اما خود سوریه را نیز از دست داد.